# 馬料村
馬料村（馬尿村、馬嫽村、馬料、馬尿、馬嫽）是位於香港新界沙田區火炭西北部九肚山的一個地方。
因為村後有山，而山峰則為平地，每當朝廷官員路經此地，必下馬稍作休息，於是村民稱該處為「馬嫽處」。劉及邱兩姓人家聚居，劉氏由落路下分支至此，而邱氏則源自赤坭坪。